# Mari Jose Aranguren Querejeta
Mari Jose Aranguren Querejeta (Urrestilla, 6 de julio de 1969)  es doctora en Economía y Empresa, directora general de Orkestra, catedrática universitaria de Economía en la Universidad de Deusto y una reconocida experta en el área de competitividad y estrategia territorial, ámbito éste por el que ha obtenido reconocimiento de la Universidad de Harvard.

## Biografía
Nacida en Urrestilla (Azpeitia) es, desde 1994, profesora de la Deusto Business School, de la Universidad de Deusto y en 2006 fue nombrada directora del Departamento de Territorio, Innovación y Clústeres  hasta 2012, año en el que ocupó el cargo de directora académica del Instituto Vasco de Competitividad (Fundación Deusto). En 2015 obtuvo la cátedra de Economía. Entre el 2014 y el 2016  ha sido miembro del Consejo Asesor de la Comisión Europea en el programa Horizon 2020 y su trayectoria profesional le ha llevado a evaluar proyectos de investigación europeos y de varias revistas científicas tanto nacionales como internacionales, además de a liderar proyectos de investigación y publicar numerosos libros y artículos en revistas científicas..

## Obras
- Small firms involvement within the Basque Cluster Policy: a new challenge. (2008)[3]
- Informe de Competitividad del País Vasco 2015. Transformación productiva en la práctica (2015) (Publicación con otros autores).[4]
- Implementing RIS3. The case of the Basque Country. (2016)[5]
- Informe de Competitividad del País Vasco 2017. ¿Y mañana? (2017) (Publicación con otros autores).[6]
- El enfoque participativo aplicado a las políticas de impulso a la cooperación: una guía práctica (2013) (Publicación con otros autores).[3]
- La crisis de la industria manufacturera en la CAPV: Aspectos estructurales (1994) (Publicación con otros autores).[7]

## Premios y reconocimientos
- Miembro del comité científico del 10th EUNIP International Conference. Mérito de Investigación (2007).[1]
- Reconocimiento por su trayectoria personal y su contribución a la competitividad territorial de parte del Instituto de Estrategia y Competitividad de la Universidad de Harvard (diciembre de 2016).[2]